# 国鉄ホデ6110形電車
ホデ6110形は、かつて日本国有鉄道の前身である鉄道院に在籍した直流用電車である。

## 概要
国有鉄道初のボギー式電車であるホデ6100形に続き、その改良形として1911年（明治44年）から1914年（大正3年）3月までに35両が鉄道院新橋工場で製造されたものである。製造時点では同一形式に包含されたものの、電車の位置づけを従来の二等と三等の中間から三等に改めた、1914年8月29日付けの称号規程改正で3形式に分割のうえ改称された。その状況は次のとおりである。
- ナデ6110 - 6128 → デハ6260形（6260 - 6278）
- ナデ6129 - 6132 → デハ6280形（6280 - 6283）
- ナデ6133 - 6144 → デハ6285形（6285 - 6296）